# Даґлас Ґолдер
Даґлас Ґолдер (англ. Douglas Golder, 1 лютого 1948) — австралійський хокеїст на траві.
Срібний призер Олімпійських Ігор 1976 року.